# Rodrigues Alves
Francisco de Paula Rodrigues Alves (Guaratinguetá, 7 de julho de 1848 – Rio de Janeiro, 16 de janeiro de 1919) foi um advogado e político brasileiro, conselheiro do Império, presidente da província de São Paulo, presidente do estado de São Paulo, ministro da fazenda e quinto presidente do Brasil.
Governou São Paulo por três mandatos: entre 1887 e 1888, como presidente da província, como quinto presidente do estado de 1900 a 1902 e como nono presidente do estado de 1912 a 1916.
Elegeu-se duas vezes presidente da República, cumprindo integralmente o primeiro mandato (1902 a 1906), mas faleceu antes de assumir o segundo mandato (que deveria se estender de 1918 a 1922).

## Biografia
Francisco de Paula Rodrigues Alves nasceu em 7 de julho de 1848 na Fazenda do Pinheiro Velho, bairro do Machadinho, em Guaratinguetá, terceiro filho de Isabel Perpétua de Marins e Domingos Rodrigues Alves. Sobre o seu pai, um imigrante português, Rodrigues Alves dedicou a seguinte nota em seus escritos:

“Meu pai. Veio para o Brasil em 1832, no brigue Rio Lima partindo de Viana e chegando com quarenta e seis dias de viagem. Trouxe a fortuna de 12 vinténs em prata. Depois de uma permanência de cinco anos no Rio, empregado no comércio, enfermou (disseram os médicos que estava sofrendo do coração) e aconselharam-no a seguir para o interior. Foi para Guaratinguetá, onde se dedicou ao comércio e lavoura, constituindo família. Faleceu em 5 de maio de 1912. Eu acabava de tomar posse do governo do Estado.”
Passou sua infância no sobrado da família localizado no Largo do Rosário (atual Praça Conselheiro Rodrigues Alves), fazendo os estudos primários em sua cidade natal. Com 11 anos foi enviado para estudar no Colégio Dom Pedro II, no Rio de Janeiro; concluiu os estudos secundários em 1865, ingressando no ano seguinte na Faculdade de Direito do Largo de São Francisco, em 1870.
De volta a Guaratinguetá, é nomeado promotor interino, sendo depois efetivado. Em 1873 torna-se juiz municipal e posteriormente substituto do juiz de direito da comarca. Nesse mesmo período correu seu primeiro mandato como deputado provincial pela Província de São Paulo. Em 11 de setembro de 1875 casou-se com Ana Guilhermina de Oliveira Borges, e mudam-se para a casa construída anos antes a mando do pai de Ana Guilhermina, José Martiniano de Oliveira Borges, que hoje abriga o Museu Histórico e Pedagógico Conselheiro Rodrigues Alves. Nos anos seguintes atua como advogado em Guaratinguetá e se torna sócio de duas empresas ligadas à sua família: a “Viúva Borges e Genros”, responsável pela fazenda Três Barras, em Guaratinguetá, e a “Rodrigues Alves e Irmão”, que administrava fazendas em Jaú e São Manuel. A fazenda Três Barras havia sido adquirida em 1858 por José Martiniano, sogro de Rodrigues Alves e de seu irmão e sócio, o Coronel Virgílio Rodrigues Alves, casado com sua filha Maria Guilhermina de Oliveira Borges. As terra que compunham as duas empresas foram posteriormente incorporadas à “Companhia Agrícola Rodrigues Alves”, administrada pelos descendentes de Rodrigues Alves e Virgílio. Ainda em Guaratinguetá, colabora no periódico “O Parahyba”. Em 1891 perdeu a filha mais velha, Guilhermina, acometida de tifo, e mais tarde no mesmo ano a esposa, falecida durante o parto. Não chegou a se casar novamente, e suas filhas Catita (Ana) e Marieta (Maria) cumpriram o papel de primeiras-damas em seu mandato como presidente da República. O estilo reservado do de Rodrigues Alves lhe trouxe a fama de dorminhoco, o que o fez ser chamado de “Morfeu” e “Soneca” pela sátira política. Outra alcunha era a de “Papai Grande”, recebida nos tempos de presidência da república.
Por ocasião de sua chegada ao Rio de Janeiro para tomar posse como presidente, a revista satírica O Malho não perdoou seu tipo simples, descrevendo-o “com as suas calças cor de pinhão, com o seu chapeuzinho de coco, com o seu ar pacato de provinciano solene. Ninguém diria, se não fosse todo o engrossamento do pessoal, que ali estava o presidente da República: parecia simplesmente o presidente da câmara municipal de Guaratinguetá”.

#### Colégio Dom Pedro II
Em 1859 foi escolhido entre os irmãos para estudar no Colégio Dom Pedro II, no Rio de Janeiro, onde era conhecido como o “menino de Guaratinguetá”. Formou-se em 1865 dentre os melhores da turma, recebendo todos os anos as premiações concedidas aos alunos de melhor desempenho. Joaquim Nabuco, seu colega de turma, escreveu em suas memórias sobre os tempos de colégio, mencionando Rodrigues Alves: “Filho de presidente do conselho foi para mim uma vibração de amor-próprio mais forte do que teria sido, imagino, o do primeiro prêmio que o nosso camarada Rodrigues Alves tirava todos os anos”.

#### Largo de São Francisco

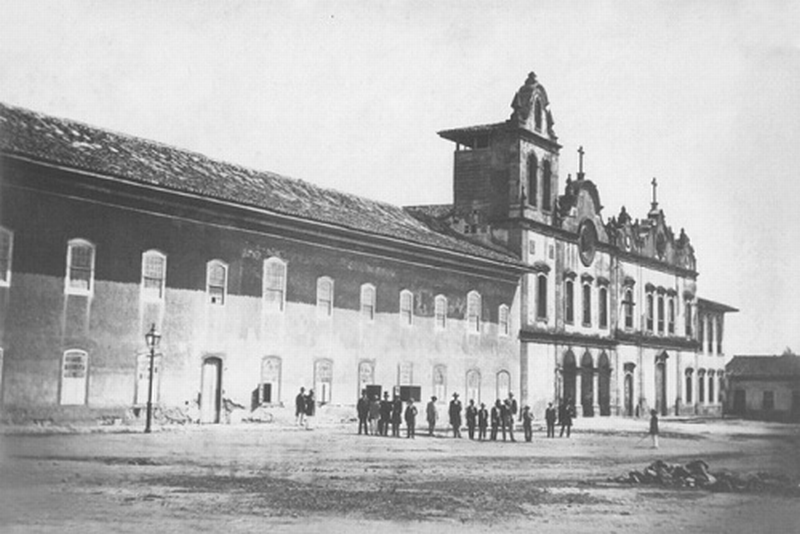
O Largo de São Francisco em 1862. Fotografia de Militão de Azevedo.

Continuou seus seus estudos na Faculdade de Direito do Largo de São Francisco, onde ingressou em 1866, obtendo o título de bacharel em Ciências Jurídicas e Sociais. No curso de direito conhece a vocação de pessoa pública: profere discursos, como na ocasião em que recebeu os combatentes paulistas retornados da Guerra do Paraguai, e contribui na “Imprensa Acadêmica”, jornal editado na faculdade, e no jornal “Opinião Conservadora”.
Associa-se à Burschenschaft, sociedade secreta existente no Largo de São Francisco que influenciou grandemente os rumos da política no fim do Império e na República Velha, e toma parte, junto de Ruy Barbosa e Luís Gama, na associação “Fraternidade Primeira”, que oferecia amparo jurídico aos escravizados, mantida pela loja maçônica “Fraternidade”. À sua turma no Largo de São Francisco pertenceram Joaquim Nabuco, Ruy Barbosa, Castro Alves e Afonso Pena.

## Carreira política
Casado com uma neta do visconde de Guaratinguetá, Francisco de Assis e Oliveira Borges, influente líder do Partido Conservador, herdou uma parte significativa de seu capital político na região. Além de Francisco de Paula, dois de seus irmãos tiveram grande influência na política: Virgílio (casado com Maria Guilhermina, também neta do visconde) e Antônio, conhecidos respectivamente como o Coronel e o Comendador. Os partidários dos Rodrigues Alves eram chamados em Guaratinguetá de “alvistas”, que tinham como seus rivais os “camarguistas”, partidários da família Rangel de Camargo. Os Rodrigues Alves e seus apadrinhados ocupavam toda sorte de posições políticas, característica de um período profundamente oligárquico da história brasileira. Uma lista publicada em 1906 no jornal “Gazeta Paulista” enumera 34 indivíduos com laços de parentesco com os Rodrigues Alves ocupando cargos de confiança, entre sobrinhos, cunhados, primos e sogros.

### Vereador

#### 1879–1882
Rodrigues Alves foi vereador na Câmara Municipal de Guaratinguetá, chegando a exercer a função de presidente da câmara. Os livros de atas deste período se perderam, mas existem no Arquivo Público do Estado de São Paulo ofícios remetidos pela câmara de Guaratinguetá à presidência da província que levam a sua assinatura, como informa o historiador Benedito Coupé.

### Deputado provincial

#### 1872–1875
Em 1873, na função de relator da comissão de instrução pública, defendeu projeto de sua autoria prevendo a obrigatoriedade e a gratuidade do ensino escolar primário, o que gerou forte reação do deputado José Maria de Sá e Benevides, seu colega de partido, que acusa Rodrigues Alves de esposar uma ideia que considerava “semente revolucionária, socialista e comunista, atirada imperceptivelmente nos nossos costumes”. Na sessão de 13 de março argumentou em defesa de seu projeto, criticando a precária situação da instrução primária no país. De modo a embasar sua defesa, examinou a questão no âmbito do direito e demonstrou as práticas vigentes em vários europeus, observando que em outras províncias brasileiras já havia sido aprovado o ensino obrigatório. No ano seguinte o projeto foi aprovado na forma da Lei n.º 9 de 22 de março, instituindo na província paulista o ensino obrigatório e gratuito aos menores a partir de 7 anos. Em 1874 se posiciona contrário a um projeto de lei prevendo a criação de imposto provincial sobre escravos, evidenciando sua oposição ao abolicionismo: “Não posso sacrificar à popularidade de ideias elevadas, generosas e que se dizem favoráveis à lavoura, convicções que tenho e que me parece mais se acomodarem aos verdadeiros e reais interesses da mesma lavoura".

#### 1878–1879
As eleições de 1878 foram tempestuosas, com a intensificação da disputa entre conservadores e liberais; Os conservadores acusaram o governo geral e o presidente da província, João Batista Pereira, de mobilizar a Força Pública para coagir os eleitores do partido conservador. Em Guaratinguetá, cidade de Rodrigues Alves, a cidade foi cercada no dia 4 de agosto pelos praças Força Pública, e a igreja matriz, local das eleições, tomada no dia seguinte pelos soldados e indivíduos armados, culminando no adiamento do pleito eleitoral. Nessa legislatura, Rodrigues Alves fez oposição ao gabinete liberal que se instala em 1878 no Conselho de Estado sob a liderança do Visconde de Sinimbu, acusando o Partido Liberal de fraude eleitoral, violências políticas e corrupção, chegando a afirmar que “O governo do país, se não representa traição, representa uma nova mistificação”.

### Deputado geral

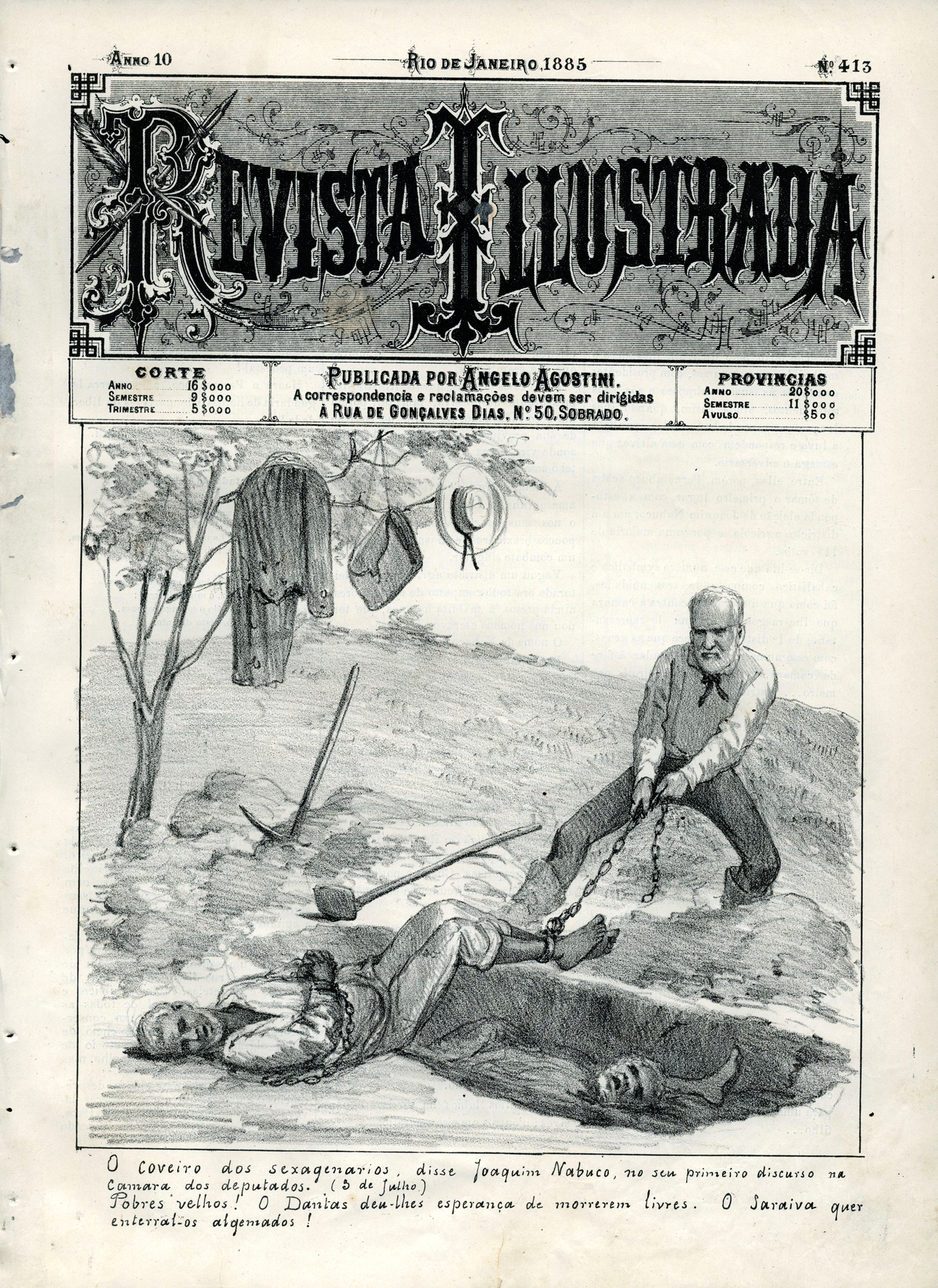
Charge crítica à Lei dos Sexagenários, mencionando o Projeto Dantas apresentado anteriormente. Revista Illustrada, 1885.

#### 1885–1889
Durante os preparativos para a eleição de 1884, Rodrigues Alves recebeu resposta de uma correspondência com um eleitor de Bananal, de nome Laurindo de Almeida, onde fica evidente o papel de Rodrigues Alves como defensor dos interesses dos grandes proprietários rurais (como ele próprio) frente à luta abolicionista:
“V. Ex.a chefe distinto, além dos eminentes dotes que o elevam, tem a particularidade de ser fazendeiro e, portanto no caso, de tomar a peito na Assembleia a causa da lavoura, reforçar a fileira do honrado e benemérito parlamentar Andrade Figueira, defender a nossa honra, vida e propriedade que este fraco e desalmado governo deixa à mercê da canalha petroleira e comunista do Rio de Janeiro, que tenta nos colocar fora da lei, como V. Ex.a e todos nós estamos vendo. Estamos sendo sacrificados inermes e estupefatos.”
Eleito para sua primeira legislatura como deputado geral, teve atuação de maneira geral pouco expressiva, com exceção de sua fala em 15 de junho de 1885, onde reforçou seu posicionamento antiabolicionista, defendendo o chamado "emancipacionismo gradual", expresso em legislações como a Lei Saraiva-Cotegipe. Em sessão de 1885, se referindo ao Projeto Dantas, apresentado no ano anterior, declarou que “o projeto de 15 de julho consignava o princípio errôneo, anárquico e revolucionário de que o escravo não podia constituir propriedade legal.” Em novembro de 1887 é nomeado presidente da província de São Paulo, retornando à Câmara em 1888, participando da votação em que seria aprovada a Lei Áurea. Já em seu tempo como presidente de São Paulo, em 1916, recordou-se da votação da lei:
“Agitava-se, naquele tempo, a questão abolicionista, e os chefes do Partido Conservador, ao qual pertencia, estavam em divergência quanto ao modo de ser resolvido o momentoso problema[....]. Eu mesmo fui envolvido no movimento e dominado pela propaganda, concorrendo com o meu voto, na Câmara dos Deputados, para que fosse aprovada a lei que aboliu o elemento servil.”
Em 18 de agosto de 1888 recebe da Princesa Isabel, que ocupava a função de Regente, o título de Conselheiro de Estado, pelo qual se tornaria reconhecido.

### Deputado constituinte e federal

#### 1890–1891
Presente nas últimas sessões no ocaso da monarquia em 1889, Rodrigues Alves adere ao regime republicano logo em seu início, convocando o Partido Conservador a o acompanhar, em assembleia realizada em Guaratinguetá. Tornou-se assim parte dos chamados republicanos “adesistas”, em contraponto aos “históricos”, como Prudente de Morais, Campos Sales e Bernardino de Campos, que o convocam para compor a Assembleia Constituinte como um dos representantes paulistas. Na Constituinte teve atuação pouco expressiva, votando sempre em acordo com a bancada paulista.
Com o término da Constituinte, a Assembleia foi convertida em Congresso Nacional, e Rodrigues Alves passou então a deputado federal. Nessa breve legislatura foi eleito para a Comissão de Finanças, onde criticou diversas vezes a desorganização e a demora na remessa de informações pelo Poder Executivo para composição da legislação orçamentária e para a votação do orçamento. Chegou em certa ocasião a comparar à situação do recente governo republicano aos tempos do império: “Está se procedendo como outrora [diz], vai-se organizar os orçamentos da despesa parcialmente, sem conhecer-se os encargos que pesam sobre as diferentes repartições, sem conhecer os recursos que há para cobrir-se essas despesas. A matéria é urgente”.
Entre agosto e novembro de 1891, os desentendimentos e tensões políticas entre os poderes executivo e legislativo levou o Congresso a encaminhar legislação referente aos crimes de responsabilidade do presidente da república, que foi vetada por Deodoro da Fonseca, sendo seu veto recusado pelo Senado. Em resposta, o presidente emitiu decreto no dia 3 de novembro dissolvendo o Congresso e estabelecendo estado de sítio, encerrando a legislatura.

### Presidente de São Paulo

#### 1887–1888
Em fins de 1887 a ocorrência de inúmeras revoltas escravas no interior paulista, apoiadas pelos movimentos abolicionistas e anarquistas italianos e espanhóis, levou ao pedido de demissão do então visconde de Parnaíba, e a nomeação de Rodrigues Alves pelo barão de Cotegipe, presidente do Conselho de Ministros, com instruções de reprimir os revoltosos. Cotegipe se ressentia da oposição abolicionista, considerando-a responsável pelas revoltas que se deflagraram em todo país, como expressa em correspondência a Rodrigues Alves, datada de 12 de dezembro de 1887:
“O desenvolvimento que vai tendo o abandono das fazendas, e a crescente audácia dos escravos, provocados sem dúvida por anarquistas, constitui um perigo grave, não só para os proprietários, como também para toda a Província. Já a agitação ia diminuindo em tempo do Sr. Parnaíba, quando o Sr. Conselheiro Prado entendeu ser tempo de fazer propaganda no sentido de apressar a emancipação da Província por meios suasórios. Infelizmente a instrução dos escravos não chega para compreender essas palavras humanitárias e terão recebido lição de outros mestres.”
Os escravizados revoltosos comumente se embrenhavam pelas serras, indo do interior para os portos do litoral, onde se juntavam aos populares apoiadores da causa; em Santos, um grupo armado composto de escravizados fugidos e indivíduos livres chegou a tentar arrombar a cadeia de modo a libertar os fugitivos que haviam sido detidos. Em muitos casos, o Exército e a Polícia se recusavam a capturar os fugitivos, e a intervenção do Exército era mesmo considerada ilegal nesses casos. Sobre estes últimos dias da escravidão (e do Império) escreveu Ruy Barbosa, rival histórico de Rodrigues Alves:
“Logo que o escravo se fez homem, pela consciência de que o era, e o non possumus [não podemos] militar desarmou as reivindicações dos proprietários, a abolição estava de fato promulgada. Ninguém se iludiu a este respeito, senão os diretamente interessados em eternizar a escravidão, e, dentre esses mesmos, apenas os menos inteligentes, ou os mais apaixonados. O tropel longínquo do povo negro, derramando-se pelos serros paulistas, murmurava aos nossos ouvidos. Entre as comoções, que traziam suspenso o espírito público, diríeis que, no azulado escuro das montanhas, cujo vulto se recorta no horizonte desta cidade, a imagem da raça levantada projetava a sombra pela imaginação do povo, como se o Cubatão estendesse de sobre os Órgãos a cabeça coroada pela insurreição pacífica dos escravos”.
 Uma consequência da acelerada decadência da escravatura nesse período foi a escassez de mão de obra para o trabalho na lavoura, o que levou ao incremento da imigração para o Brasil. Para suprir a demanda, Rodrigues Alves incentivou a Assembleia Provincial a aprovar uma legislação autorizando a introdução de cem mil imigrantes na Província de São Paulo. Ainda nesse mesmo período houve em Santos uma epidemia de varíola, trazida pelas levas de imigrantes italianos que chegavam ao porto já contaminados. A ação da gestão de Rodrigues Alves contribuiu para uma baixa mortalidade, atestada em relatório de 1888 que atribui a reduzida mortalidade “exclusivamente devido às rigorosas e oportunas providências de isolamento, desinfecção e vacinação tomadas pela Inspetoria de Higiene”.

#### 1900–1902
Rodrigues Alves toma posse em um contexto de baixa dos preços do café causadas pela superprodução mundial, desfavorável para a economia paulista. Na tentativa de estimular a produção e a competitividade foi dada continuidade à política de imigração para o estado, promovido estímulo à concessão de crédito agrícola, e instalada a Escola Superior de Agricultura Luiz de Queiroz. Nesse período uma epidemia de febre amarela atingia as cidades de Areias, Casa Branca, Santa Cruz das Palmeiras, Santos, Sorocaba e Tietê, com algumas ocorrências na capital; também na capital e na cidade de Santos ocorreram diversos casos de peste bubônica, que já vinham atingindo o estado. Para ampliar a produção do soro necessário ao combate da peste, em 1901 foi organizado o Instituto Serumtherapico (atual Instituto Butantan), a partir do laboratório criado em 1899 na Fazenda Butantan para criação do soro. No Judiciário, foi promovida reforma contemplando a separação das funções judiciárias e do Ministério Público, a instituição de penas graduais, criação de arquivos forenses e simplificação de regras processuais.

##### Composição do governo
- Vice-presidente: Domingos Correia de Morais
- Secretaria da Agricultura: Antônio Cândido Rodrigues
- Secretaria da Fazenda: Francisco de Toledo Malta
- Secretaria do Interior: Bento Pereira Bueno
- Chefe de Polícia: Pedro José de Oliveira Ribeiro[14]

#### 1912–1916

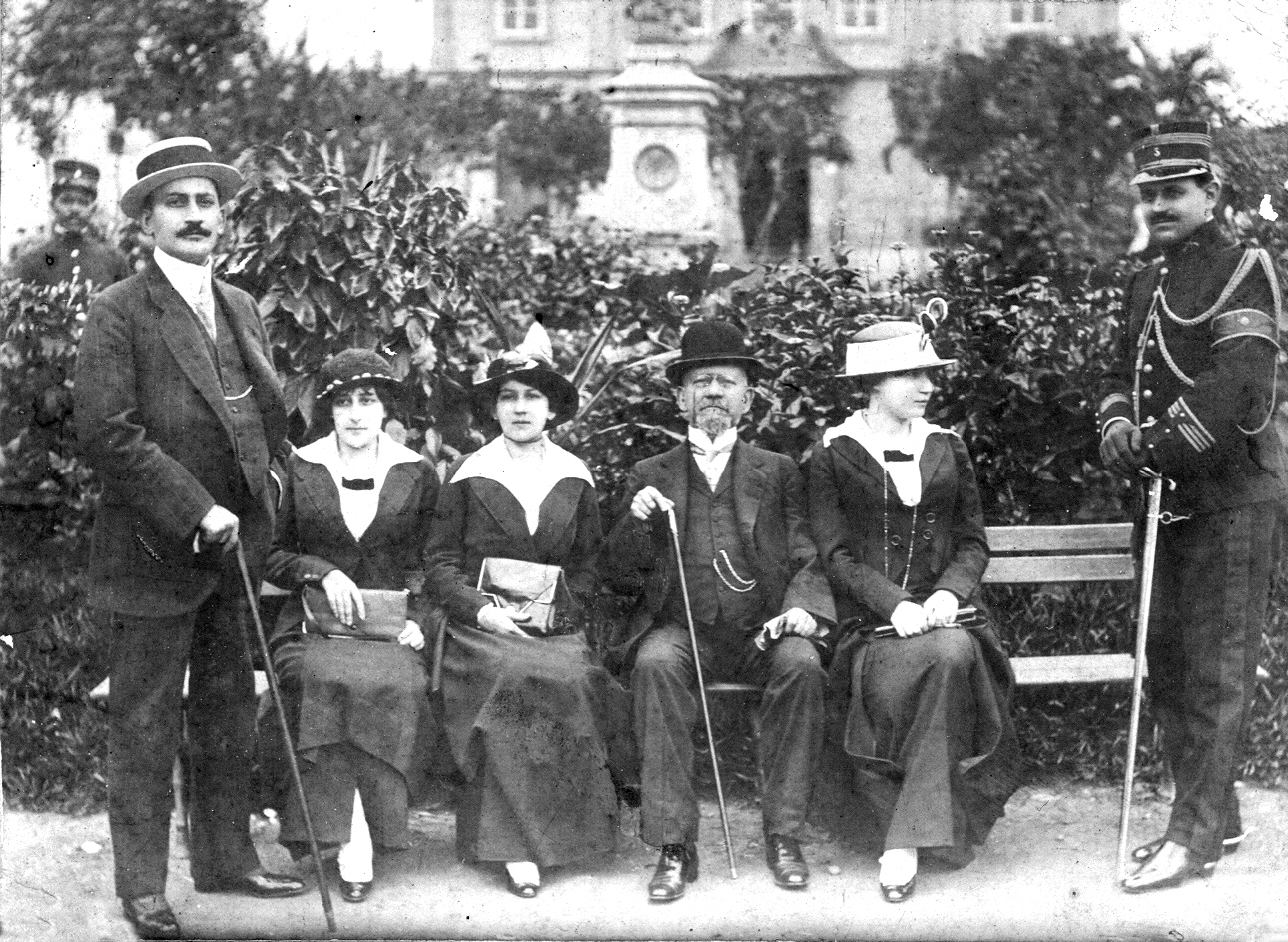
Rodrigues Alves e filhos em frente à Basílica Velha de Nossa Senhora Aparecida. Da esquerda para a direita: Oscar Rodrigues Alves, Isabel Rodrigues Alves, Maria Rodrigues Alves, Francisco de Paula Rodrigues Alves, Zaira Rodrigues Alves e o capitão Eduardo Lejeune (ajudante de ordens). 1913.

As sucessivas baixas do café ocorridas desde o final do século XIX levaram o governo paulista a adotar a compra de grande parte da produção do estado, escoando os estoques de maneira controlada de modo a controlar os preços, o que era gerido por um comitê de valorização. Essa prática, já utilizada desde o Convênio de Taubaté, levou a um incidente com o governo estadunidense pouco antes de Rodrigues Alves assumir o governo, por conta de estoques do governo paulista então armazenados em Nova Iorque. Nesse tempo o Brasil era responsável por três quartos da produção mundial, e os Estados Unidos eram o maior comprador, adquirindo 40% da produção mundial. A retenção dos estoques em solo estadunidense levou o governo a acionar judicialmente os membros do comitê de valorização, invocando a legislação antitruste (Lei Sherman, de 1890).
No mesmo período o deputado Norris, representante do Nebraska, levantou a possibilidade de retaliar o governo brasileiro com o levantamento de tarifas sobre o café, que entrava nos EUA isento de impostos. A solução para o impasse se deu em um acordo entre os governos dos dois países onde o Brasil se comprometeu a vender todo o café armazenado em Nova Iorque no prazo de seis meses. Em 1912 foi emitido o decreto criando o curso da Escola de Medicina e Cirurgia de São Paulo, atual Faculdade de Medicina da USP, e criada uma carta geral do estado e da cidade de São Paulo, parte dos trabalhos da Comissão Geográfica e Geológica, que também atuou na época na revisão das divisas entre São Paulo e os estados do Paraná e Minas Gerais. Entre 11 de outubro de 1913 e 4 de janeiro de 1915 Rodrigues Alves se afasta do cargo em razão de enfermidade, passando o cargo para Carlos Guimarães.

##### Composição do governo
- Vice-presidente: Carlos Guimarães
- Secretaria da Agricultura: Paulo de Morais Barros
- Secretaria da Fazenda: Joaquim Miguel
- Secretaria do Interior: Altino Arantes[2]

### Senador

#### 1893–1894
Em seu primeiro mandato como senador se ocupou essencialmente de assuntos de ordem econômica, tendo sido eleito para a Comissão de Finanças, da qual foi presidente. Se pronunciou sobre assuntos tributários e se posicionou contrário à concessão de estradas de ferro e de privilégios fiscais para empresas privadas. Reeleito para a 24a Legislatura, iniciada em 1894, renunciou ao cargo para assumir novamente a pasta da Fazenda, agora sob o governo Prudente de Morais.

#### 1897–1900
Rodrigues Alves assume o mandato em um momento de intenso conflito entre o poder Executivo, na figura de Prudente de Morais, e o Legislativo, representado por Francisco Glicério, refletindo a divisão entre os florianistas, partidários do militarismo da República da Espada, e os legalistas civis, como Prudente. Em 1897 as tensões culminaram em um atentado frustrado contra Prudente de Morais, que causou a morte do marechal Carlos Machado de Bittencourt. O incidente levou à votação do estado de sítio no Congresso Nacional, com voto favorável de Rodrigues Alves no Senado. Seu mandato foi marcado pela defesa das políticas econômicas de Prudente de Morais, e de seu sucessor, Campos Sales, contribuindo ativamente no mandato deste com as negociações do funding loan, as renegociações da dívida externa brasileira com seus credores ingleses. Nesse período atua na imprensa política, colaborando com o jornal “O Debate”, utilizando o pseudônimo Gide.

#### 1916–1918
Em seu último mandato como senador, foi pouco assíduo às sessões, e não chegou a discursar. Esteve presente na votação unânime que rompeu as relações diplomáticas com a Alemanha, em razão da I Guerra Mundial. Renunciou ao mandato em 3 de outubro de 1918, para se preparar para a posse como presidente da república em 15 de novembro, o que não ocorreu em razão de seu falecimento.

### Ministro da Fazenda

#### 1891–1892
Quando Rodrigues Alves assume a pasta pela primeira vez o país se encontrava em crise inflacionária, devida em grande parte à política do Encilhamento de Ruy Barbosa, seu antecessor no ministério. Nesse tempo a quantidade de papel-moeda em circulação havia passado de cerca de duzentos mil contos, no fim do Império, a três milhões de contos em fins de 1891, em sua maior parte lastreada por apólices da dívida pública. O descontrole das emissões se devia à grande quantidade de bancos que detinham o privilégio da emissão de papel-moeda. Nos anos anteriores também se haviam concedido largos empréstimos a bancos, o que agravou a situação financeira nacional.
As ações de Rodrigues Alves se concentraram em tentativas de sanar esse problemas: os empréstimos internos, que somavam 280 000 contos em apólices, com taxa de juros de 5% conversível em papéis, foram convertidos em juros de 4% convertidos em ouro, conferindo maior estabilidade. Outra ação no sentido de sanear as contas públicas foi o estímulo da exportação, aproveitando os grandes ganhos advindos da lavoura do café e do ciclo da borracha, e a restrição das importações. No entanto o plano mais ambicioso para a pasta era a recuperação do controle da emissão da moeda por parte do Tesouro Nacional, ação com a qual Floriano Peixoto discordava, o que levou ao pedido de demissão da pasta por Rodrigues Alves.

#### 1895–1896
À frente da pasta no governo Prudente de Morais, assume em contexto de crise em razão da evasão monetária causada pelas importações no período e da instabilidade gerada pela Revolução Federalista. Restavam ainda os problemas enfrentados em sua gestão anterior, oriundos da emissão descontrolada de papel-moeda pelos bancos. De modo a tentar estancar a instabilidade, foi tomado um empréstimo com o grupo Rotschild no valor de seis milhões de libras, de modo a honrar o pagamento dos empréstimos tomados anteriormente e para garantir o resgate do papel-moeda em circulação.
Também foram aprovados os novos estatutos do Banco do Brasil, e firmado um acordo entre este e o Tesouro, extinguindo a faculdade emissora do Banco do Brasil, passando ao tesouro a responsabilidade sobre o papel-moeda e seu respectivo lastro. O Banco do Brasil reconheceu dívida de cerca de 160 000 contos em papéis e 574 000 libras-ouro com o Tesouro Nacional, pagando parte da dívida em títulos diversos, imóveis, e outros bens. O Palácio do Catete, já recebido anteriormente como pagamento, passou por reformas e decoração custeadas pelo banco. É nesse período que Rodrigues Alves se muda para o palacete na Rua Senador Vergueiro, que seria sua residência carioca.

## Presidente da República
Apoiado por seu antecessor, Rodrigues Alves foi eleito em 1º de março e tomou posse em 15 de novembro de 1902. Seu vice, Silviano Brandão, faleceu antes da posse, e depois de muitas tratativas, foi substituído por Afonso Pena. Seu governo teve característica reformista, seu plano de governo incluía a melhoria do saneamento básico e das condições de Saúde pública no Rio de Janeiro, além de expansão da rede ferroviária nacional e uma firma gestão financeira.

#### 1902–1906

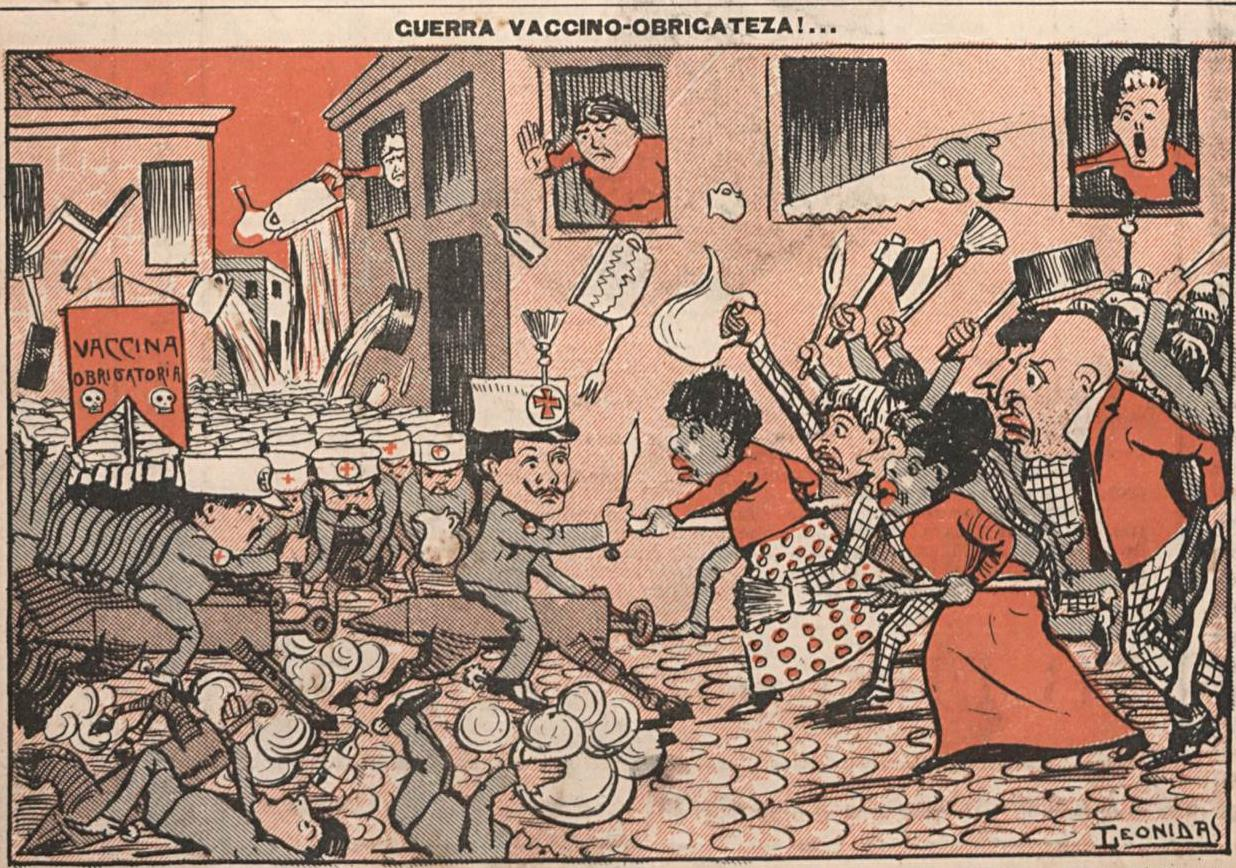
Charge alusiva à vacinação obrigatória, liderada por Oswaldo Cruz. O Malho, 29 de outubro, 1904.

Em sua mensagem ao Congresso em 1904, Rodrigues Alves reitera a intenção de promover o saneamento da capital federal e a modernização de seu porto. O presidente via a cidade do Rio como uma porta de entrada do país, argumentando que “as forças econômicas do país não poderão ser eficazmente ativadas enquanto a Capital da República não reunir as condições indispensáveis para constituir um centro poderoso de atração de braços e capitais, sem as suspeitas de insalubridade que, exageradas por uns e exploradas por outros, vão, sem sentirmos, entorpecendo o nosso desenvolvimento”. A cidade sofria com epidemias recorrentes, sendo chamada de “túmulo insaciável do estrangeiro” nos versos do poeta suíço Ferdinand Schmidt. Em 1904 inicia-se a obrigatoriedade da vacinação contra a varíola, comandada pelo sanitarista Osvaldo Cruz; simultaneamente iniciam-se as obras de construção da Avenida Central (atual avenida Rio Branco), do Mangue e a modernização do porto carioca, sob coordenação do engenheiro Lauro Müller. A inspiração para a modernização da cidade do Rio vinha da remodelação urbana de Paris realizada entre 1853 e 1870 sob comando de seu prefeito, o barão Georges-Eugène Haussmann, e da cidade de Buenos Aires, alvo da admiração da comitiva do presidente Campos Sales em visita realizada em 1900. A coordenação do processo de reurbanização foi entregue ao prefeito carioca, Francisco Pereira Passos.

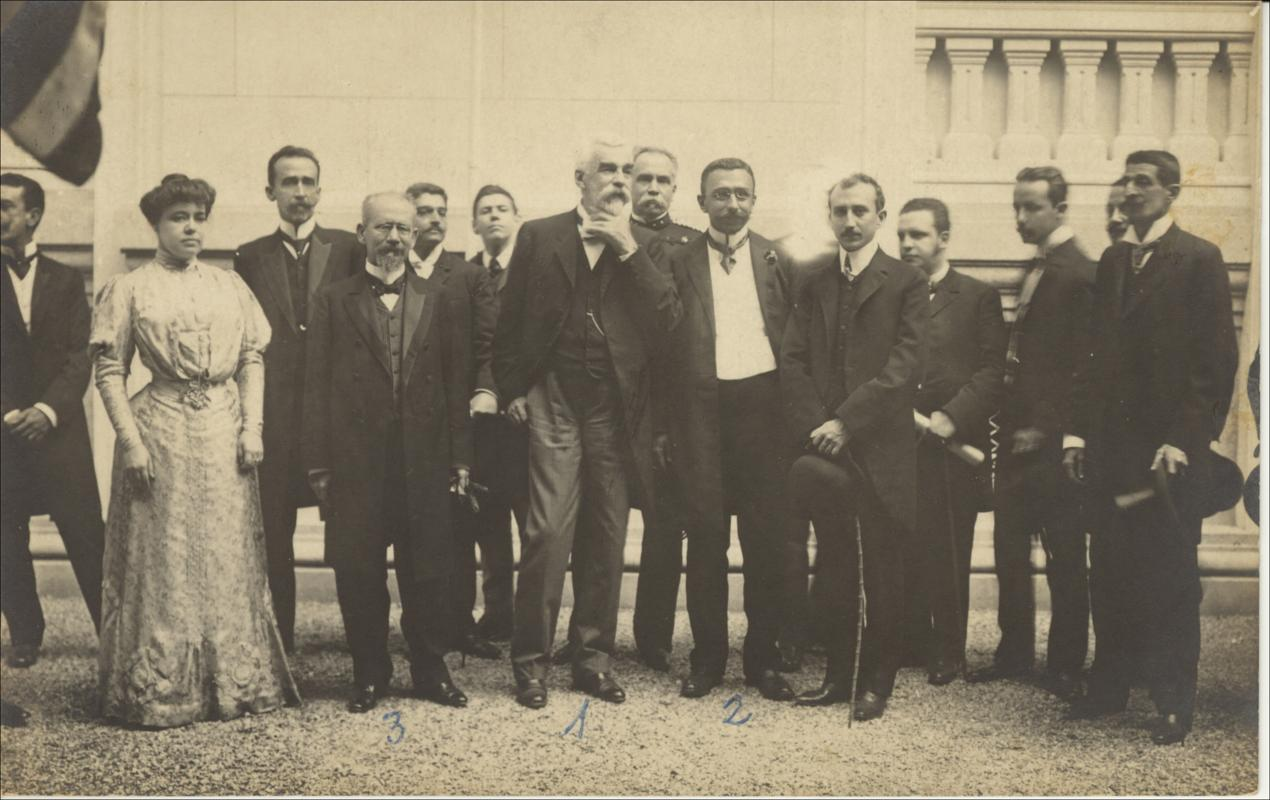
Pereira Passos e Rodrigues Alves entre grupo de pessoas

O centro da capital brasileira ainda preservava sua feição colonial, com ruas estreitas e sobrados de taipa. Para o alargamento e abertura das novas vias foram demolidas inúmeras construções, no chamado “bota-abaixo”. A população pobre, aglomerada em cortiços, foi despejada aos milhares, indo ocupar as encostas dos morros, expandido enormemente as recém-formadas favelas cariocas. Parte da população oferecia resistência à aplicação das vacinas, considerando uma invasão da privacidade dos lares e da decência das mulheres. Esse coro era engrossado pelos positivistas, céticos quanto à eficácia do tratamento, e de rivais históricos do presidente, como o jurista Rui Barbosa. As tensões sociais eclodiram na Revolta da Vacina, debelada com grande dificuldade pelo governo, que chegou a sofrer uma tentativa de golpe, encampada pela Escola Militar da Praia Vermelha. Só foi possível conter a população revoltosa após a convocação sucessiva do exército, da marinha e das forças policiais dos estados vizinhos. Os detidos eram enviados à Ilha das Cobras, e de lá partiam nos porões dos vapores para a Amazônia, a pretexto de servirem como mão de obra na extração da borracha. Passado o turbulento período, surge a cidade que ficaria conhecida como “Cidade Maravilhosa”, com a arquitetura renovada ao gosto europeu, avenidas largas, redes de esgoto, bondes, e luz elétrica substituindo os antigos lampiões a gás.

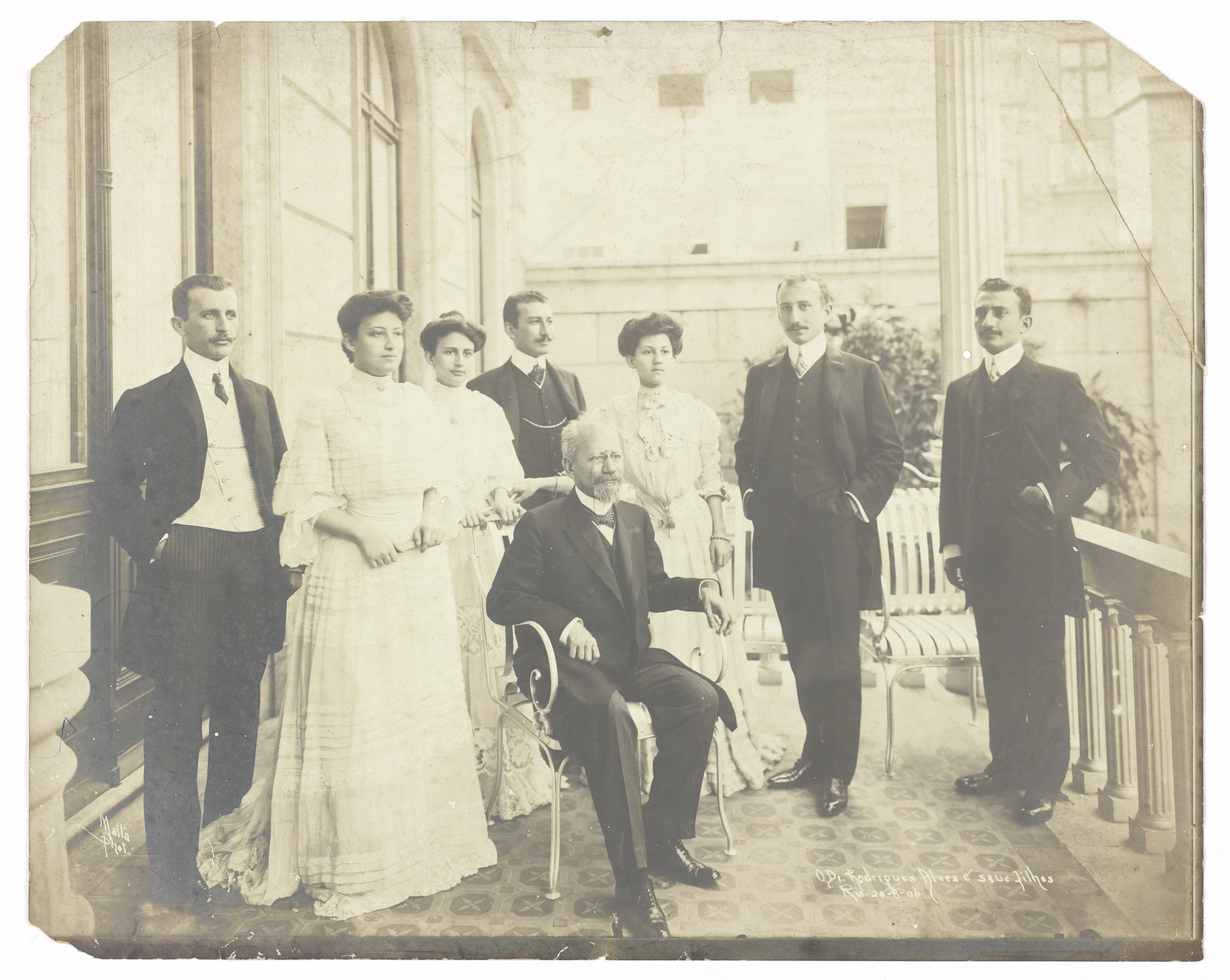
Ao centro, sentado, o Presidente Francisco de Paula Rodrigues Alves. De pé, da esquerda para direita: Cesário Pereira (genro); Celina Rodrigues Alves (sobrenome de casada: Cardoso de Melo); Ana Rodrigues Alves (sobrenome de casada: Pereira); José de Paula Rodrigues Alves; Maria Rodrigues Alves (sobrenome de casada: Carvalho); Francisco de Paula Rodrigues Alves; e, Oscar Rodrigues Alves.

Em 1906, quando firmado o Convênio de Taubaté, prevendo a aquisição do excedente da produção do café pelo governo, Rodrigues Alves resiste a sua aceitação, conhecendo os riscos de prejuízo para o governo, em vista das recorrentes crises de preço enfrentadas desde o final do século XIX. O veto comprometeria o apoio político do então presidente, baseado nas elites cafeeiras, que não conseguiria eleger um sucessor. Nas relações exteriores, comandadas pelo barão do Rio Branco, foi assinado o Tratado de Petrópolis, que definiu as fronteiras entre Brasil e Bolívia e anexou o hoje estado do Acre ao território brasileiro. Os limites territoriais entre o Brasil e os vizinhos Equador, Peru, Colômbia e Uruguai (acordo da Lagoa Mirim) também foram revistos no período, conferindo boa parte das fronteiras nacionais atuais. Também foi fruto da diplomacia desse período a criação do primeiro cardinalato brasileiro, assumido pelo cardeal Arcoverde. No campo da instrução pública, foi reorganizado o Instituto Nacional de Música (atual Escola de Música da UFRJ) e o Instituto Benjamin Constant.

##### Composição do governo
- Ministério da Fazenda: Leopoldo de Bulhões
- Ministério da Guerra: Francisco de Paula Argolo
- Ministério da Justiça e Negócios Interiores: José Joaquim Seabra[20]
- Ministério das Relações Exteriores: José Maria da Silva Paranhos Júnior, o barão do Rio Branco
- Ministério da Viação e Obras Públicas: Lauro Müller[2][21][22]

## Eleições de 1918 e morte
Em 1913 Rodrigues Alves foi diagnosticado com anemia perniciosa, vindo a tirar períodos de repouso em Guarujá e se licenciando do cargo entre 1913 e 1915. Até o final de sua vida se sucedem períodos de melhora e recaída de seu estado de saúde. Em fins de 1917 seu estado de saúde declinou, quando já se aproximavam as eleições presidenciais do ano seguinte.
Em 1 de março de 1918 Rodrigues Alves foi eleito para um novo mandato, tornando-se o primeiro presidente a ser eleito por duas vezes pelo voto popular na história do Brasil, sendo seu vice Delfim Moreira. Em outubro de 1918, próximo à posse presidencial, Rodrigues Alves contraiu a gripe espanhola, que assolava o país. Afastado das atividades, não voltaria mais ao Palácio do Catete, então sede da presidência da República. Em novembro sua saúde piorou consideravelmente, o que levou à suspensão de sua posse, assumindo a presidência da nação o seu vice Delfim Moreira. Rodrigues Alves faleceu no Rio de Janeiro em 16 de janeiro de 1919, sendo velado em sua mansão na Rua Senador Vergueiro, e depois levado em um trem especial a Guaratinguetá, onde foi celebrada missa de corpo presente na igreja matriz, e feito o sepultamento no cemitério da Irmandade dos Passos. A causa mortis que consta em seu atestado de óbito é "asystolia aguda (parada cardíaca) no decurso de uma anemia perniciosa".

A causa da morte, porém, continua sendo um debate aberto. O jornalista Ruy Castro e o historiador José Murilo de Carvalho levantaram a hipótese de o presidente não ter contraído a gripe espanhola. Recentemente as historiadoras Lilia Schwarcz (USP) e Heloísa Starling (UFMG), no Livro A Bailarina da Morte: a gripe espanhola no Brasil (2020), defenderam a tese de que o presidente Rodrigues Alves não morreu com a doença. Segundo as autoras, não há nenhum documento que sustente que a doença que afligiu Rodrigues Alves foi a gripe, a não ser um relato de um de seus filhos que afirmou que uma gripe havia impedido seu pai de tomar posse como presidente — note-se que não afirmou se tratar de Gripe Espanhola, deixando em aberto se se tratava de gripe comum ou espanhola. Schwarcz e Starling sustentam suas posições em, basicamente, duas dimensões: uma simbólica e outra política. Para as autoras havia uma grande "oportunidade" de consolidar os valores cívicos da República, naquela altura ainda muito jovem, com a imagem de um presidente que morre "junto com seu povo", da mesma doença. As autoras fazem uma análise de como os rituais funerários de importantes figuras da República, especialmente dos presidentes, são importantes momentos de consolidação do sentimento cívico nos cidadãos. Segundo as autoras,
"A liturgia dessas solenidades [funerais] buscava elaborar uma pedagogia cívica para a sociedade brasileira. Longos cortejos com hierarquia bem estabelecida; ruas repletas de povo; participação de autoridades e pessoas de destaque da capital da República; carro funerário luxuoso, cortejo de automóveis, marcha fúnebre ao som de banda militar; tiros de canhão nos navios e nas fortalezas militares; nas calçadas, postes cobertos com crepe preto. O ritual republicano também se diferenciava dos ritos fúnebres monárquicos ao sagrar seus notáveis pelo mérito, e não pelo nascimento. A República distinguia o feito de um cidadão, e esse reconhecimento permitia aproximar o herói republicano da gente comum".
De outra parte, Lilia Schwarcz e Heloísa Starling defendem que Rodrigues Alves foi "usado" pelos chefes políticos do PRP num concerto entre políticos mineiros e paulistas. O antecessor de Rodrigues Alves, Venceslau Brás, do PRM, tinha intenções de fazer outro mineiro como seu sucessor. Por isso os políticos do PRP teriam lançado mão do nome popular e bem-quisto de Rodrigues Alves, o conselheiro, tido como político dado a articulações políticas e conciliações. Na obra de Schwarcz e Starling as autoras enfatizam que o próprio filho de Rodrigues Alves havia informado que, caso seu pai fosse indicado pelo partido, possivelmente não conseguiria tomar posse dado seu estado de saúde. Mesmo assim o ex-presidente foi escolhido para concorrer ao cargo dado que seu nome conseguiu que houvesse uma aliança entre as demais oligarquias que dominavam a Primeira República. Sabendo que Rodrigues Alves não conseguiria tomar posse, criou-se o impasse de sua sucessão, não poderia renunciar pois isso tornaria explicito para as oligarquias de Minas Gerais, Rio Grande do Sul, Bahia, Rio de Janeiro e Pernambuco que os paulistas sabiam da situação de longa data do ex-presidente. Sendo assim, o boato de que Rodrigues Alves sofria de gripe espanhola "veio bem a calhar". Nesse sentido as autoras ressaltam,
"Uma renúncia expunha de forma crua a realidade de uma enfermidade antiga que vinha sendo administrada em segredo e continuava piorando. Havia um potencial desestabilizador da lógica federativa que dependia da maneira como a causa da morte de Rodrigues Alves ganharia sentido na cena pública — para que fosse possível recompor com sucesso o relativo equilíbrio do jogo das oligarquias. A alternativa da morte ao cabo de uma longa doença — a anemia perniciosa — não garantia segurança ao mundo político e poderia inviabilizar as possibilidades de negociação de paulistas e mineiros em torno de uma nova sucessão. Porém, se o presidente eleito estivesse habilitado para o cargo e fosse vítima de uma fatalidade — a alternativa da gripe espanhola —, havia chance de entendimento. Num ambiente político permeado de desconfianças, é necessária alguma credibilidade. São Paulo e Minas tentariam aplacar as dissidências e até mesmo assegurar hegemonia na composição de nova rede sucessória envolvendo os demais estados.
Como ficaria claro, posteriormente, havia motivos para que as oligarquias hegemônicas da Primeira República tivessem medo, como a eleição de Epitácio Pessoa, da Paraíba, veio a demonstrar. Como destacam Schwarcz e Starling, Rodrigues Alves já havia ficado afastado do cargo de presidente do estado de São Paulo por mais de um ano devido ao seu estado de saúde, entre 1913 e 1915, ainda por cima devido a mesma doença que consta no seu atestado de óbito, ou seja, anemia perniciosa. Cabe ressaltar que a Gripe Espanhola levava em média cinco dias para causar a morte do enfermo, Rodrigues Alves apresentava um quadro doentio há, pelo menos, quinze meses antes de sua morte.

## Homenagens

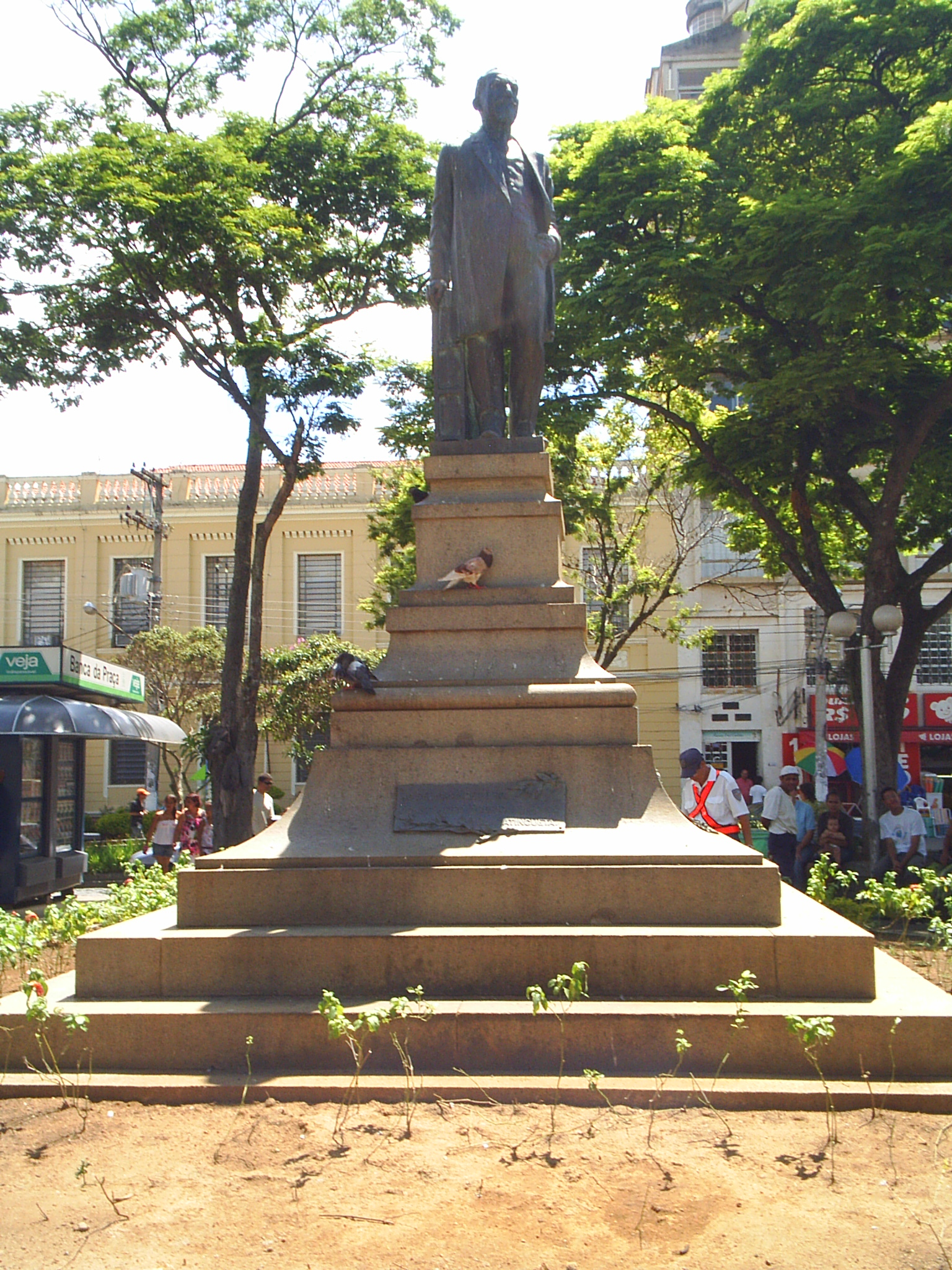
Estátua em homenagem a Rodrigues Alves, na praça que leva seu nome no centro de Guaratinguetá.

É homenageado dando seu nome às cidades de Presidente Alves, no estado de São Paulo, e Rodrigues Alves, no estado do Acre.
A casa onde residiu em sua terra natal, Guaratinguetá, abriga atualmente o Museu Histórico Pedagógico Conselheiro Rodrigues Alves, fundado em 3 de agosto de 1956.
Na cidade de Belém (Pará), localizado junto à Avenida Almirante Barroso, dá seu nome ao Bosque Rodrigues Alves - Jardim Zoobotânico da Amazônia.

## Cronologia

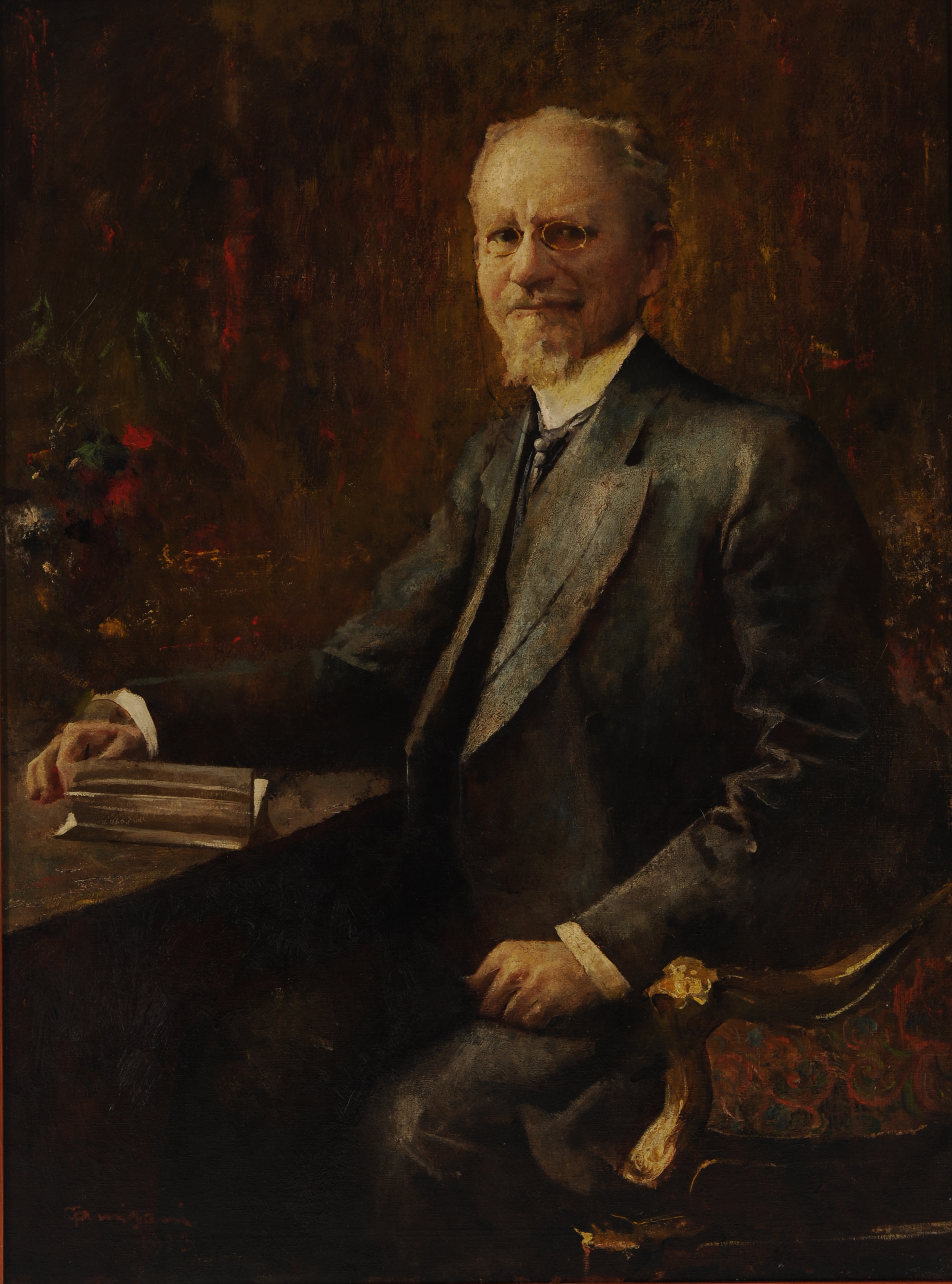
Retrato de Rodrigues Alves por Carlo de Servi. 1913. Acervo do Museu do Ipiranga.

- Retrato de Rodrigues Alves por Carlo de Servi. 1913. Acervo do Museu do Ipiranga.7 de julho, 1848 — Nasce em Guaratinguetá.
- 1859–1865 — Estuda no Colégio Dom Pedro II, no Rio de Janeiro.
- 1866–1870 — Frequenta a Faculdade de Direito do Largo de São Francisco, em São Paulo.
- 1870–1873 — Nomeado promotor interino em Guaratinguetá, sendo posteriormente efetivado.
- 1873–1874 — Juiz municipal e substituto do juiz de direito da comarca de Guaratinguetá.
- 1872–1875 — Deputado Provincial pelo Partido Conservador.
- 11 de dezembro, 1875 — Casa-se com Ana Guilhermina de Oliveira Borges.
- 1875–1877 — Atua como advogado em Guaratinguetá.
- 1878–1879 — Deputado Provincial.
- 1879–1882 — Vereador em Guaratinguetá.
- 1885–1887 — Deputado Geral.
- 1887–1888 — Presidente da Província de São Paulo.
- 19 de agosto, 1888 — Nomeado Conselheiro de Estado.
- 1888–1889 — Deputado Geral.
- 1890–1891 — Deputado da Assembleia Nacional Constituinte.
- 1891–1892 — Ministro da Fazenda de Floriano Peixoto.
- 1893–1894 — Senador pelo Partido Republicano Paulista (PRP).
- 1895–1896 — Ministro da Fazenda de Prudente de Morais.
- 1897–1900 — Senador.
- 1900–1902 — Presidente do Estado de São Paulo.
- 1902–1906 — Presidente da República.
- 1912–1916 — Presidente do Estado de São Paulo.
- 1916–1918 — Senador.
- 1918 — Eleito novamente presidente da República, não toma posse. O vice-presidente Delfim Moreira assume interinamente.
- 16 de janeiro, 1919 — Falece no Rio de Janeiro, sendo sepultado em Guaratinguetá.